# Nassarina bushiae
Nassarina bushiae är en snäckart som först beskrevs av Dall 1889.  Nassarina bushiae ingår i släktet Nassarina och familjen Columbellidae. Inga underarter finns listade i Catalogue of Life.